# Ginekotrichia
Ginekotrichia – spowodowany zaburzeniami hormonalnymi żeński typ owłosienia u mężczyzn.